# Gatien Chaplain-Duparc
Pour les articles homonymes, voir Chaplain et Duparc.
Gatien Chaplain-Duparc, né au Mans (Sarthe) le 8 août 1819 et mort à Pipriac (Ille-et-Vilaine) le 7 mars 1888 est un ingénieur généraliste, archéologue et antiquaire français.

## Biographie
Gatien Chaplain-Duparc est né au Mans (Sarthe) le 8 août 1819 ; il est décédé à Pipriac (Ille-et-Vilaine) le 7 mars 1888.
Fils de notaire, il étudie à Paris, au lycée Henri-IV, puis il intègre l'École centrale des Arts et Manufactures. 
Il a une carrière atypique puisqu'il est successivement ingénieur civil, capitaine au long cours et membre de nombreuses sociétés savantes, notamment relatives à l'archéologie.
Il fait plusieurs voyages et séjours à l'étranger, en Europe, Afrique et Amérique.

## L'archéologue-antiquaire
Sa carrière d'archéologue-antiquaire débute dans les années 1840 où il effectue des voyages en Amérique du Sud. Il y est probablement associé à une expédition scientifique menée par François d'Orléans, prince de Joinville.
Il mène ensuite des activités de recherche archéologique peu orthodoxes pendant lesquelles il rassemble une importante collection d'objets qu'il montre notamment lors de l'Exposition des Beaux Arts au Mans en 1880.
En 1875-76, il s'intéresse aux grottes de Saulges en Mayenne, où il a découvert le "galet au glouton" conservé au musée de Tessé, puis au Carré Plantagenêt, au Mans.
En 1877-78, il conduit plusieurs campagnes de fouilles sur les monuments mégalithiques du littoral morbihanais. 
La plupart de ses travaux sont surtout connus par les mentions que d'autres archéologues en ont fait.